# Olympische Winterspiele 2002/Teilnehmer (Bosnien und Herzegowina)
| Gelbes Symbol für Goldmedaillen mit stilisierten Olympischen Ringen | Graues Symbol für Silbermedaillen mit stilisierten Olympischen Ringen | Braundes Symbol für Bronzemedaillen mit stilisierten Olympischen Ringen |
| ------------------------------------------------------------------- | --------------------------------------------------------------------- | ----------------------------------------------------------------------- |
| —                                                                   | —                                                                     | —                                                                       |

Die Mannschaft aus Bosnien und Herzegowina nahm an den Olympischen Winterspielen 2002 zum dritten Mal seit ihrer Unabhängigkeit an Olympischen Winterspielen teil. Das Team bestand aus zwei Skifahrern, eine Medaille wurde nicht gewonnen.
Fahnenträger bei der Eröffnungsfeier war Enis Bećirbegović.

## Übersicht der Teilnehmer

### Ski Alpin
Männer
- Enis Bećirbegović
Riesenslalom: Ausgeschieden (2. Lauf)

- Tahir Bisić
Riesenslalom: 44. Platz (2:36,17 min)
Slalom: 29. Platz (1:57,72 min)
Kombination: Ausgeschieden